# Von Wunster
Von Wunster è una marca di birra italiana facente parte del gruppo Heineken.

## Storia

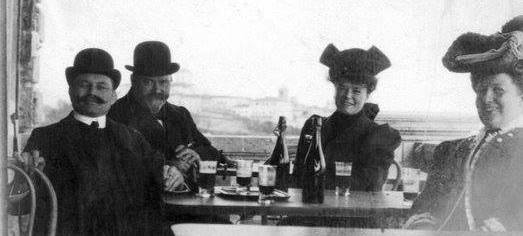
Heinrich von Wunster (secondo da sinistra) e famiglia a Bergamo, circa 1910

Nel 1879, Heinrich von Wunster proveniente dal Württemberg fonda a Seriate (BG) la birra "Seriate".
La fabbrica, chiusa durante la prima guerra mondiale, riaprì al termine della guerra e nel 1929 fu venduta alla Birra Italia. I fratelli von Wunster con il cognato Conconi, dopo aver acquistato a Bergamo gli immobili della ex fabbrica della birra "Bergamo",  nel 1936 ripresero la produzione con il marchio di Birra Orobia seguendo le leggi di Italianizzazione del fascismo.
Questo nome rimase fino alla metà degli anni '60 quando venne cambiato assumendo il nome della famiglia. L'azienda ebbe poi un continuo sviluppo e aumento della produzione finché all'inizio degli anni '80 la produzione venne trasferita a Comun Nuovo.
Nel 1986 il marchio venne ceduto alla belga Stella Artois e dal 1995 passò alla Heineken.
Nel 2011 Alberto von Wunster, nipote del fondatore, decise di produrre birra artigianale per continuare la tradizione di famiglia rispolverando il nome Orobia.

## Tipo di birra e caratteristiche
- Von Wunster (alcol 4,5%) lager chiara con gusto leggermente amaro e aroma di malto
- Von Wunster analcolica [2]